# Lý Trung (Đông Hán)
Lý Trung (tiếng Trung: 李忠; bính âm: Lǐ Zhong, ? - 43), tự Trọng Đô, người huyện Hoàng, Đông Lai , tướng lĩnh, khai quốc công thần nhà Đông Hán, một trong Vân Đài nhị thập bát tướng.

## Cuộc đời
Cha của Lý Trung làm Cao Mật đô úy, cho ông làm Lang. Trong quan thự có vài mươi người, Trung đối đáp với ai cũng lễ phép và nghiêm chỉnh. Thời Vương Mãng nhiếp chính, ông làm Tân Bắc thuộc trưởng, rất được người trong quận kính trọng và tín nhiệm. Cảnh Thủy đế lên ngôi, sai sứ giả đến nước quận, bái Trung làm quan Đô úy.
Lưu Tú bình định Hà Bắc, Lý Trung cùng Nhiệm Quang phụng sự ông ta, được dùng làm Hữu đại tướng quân, phong tước Cố Vũ hầu. Khi ấy, Lưu Tú tự cởi dây thao trên mình mà tặng cho ông, để ông theo quân đánh hạ huyện Chúc. Đến Khổ Qua, Lưu Tú hội chư tướng, tra hỏi việc bọn họ cướp bóc tài vật, chỉ có Trung là không lấy gì. Lưu Tú khen ngợi, đem ngựa Đại Li và các thứ đồ thêu, quần áo ban cho.
Quân Vương Lang tiến đánh Tín Đô, các họ lớn trong thành là bọn Mã Sủng mở cửa làm nội ứng, bắt thái thú Tông Quảng cùng mẹ, vợ, con của Trung, lệnh cho thân thuộc đến chiêu hàng ông. Khi ấy em trai Sủng theo Trung làm hiệu úy, ông lập tức gọi đến trách tội bọn họ bội ơn làm phản, mượn phép mà giết đi. Chư tướng đều kinh sợ hỏi: "Gia thuộc trong tay người ta, sao lại giết em của họ?" Trung nói: "Nếu tha giặc không giết, ắt có 2 lòng vậy!" Lưu Tú nghe biết, rất lấy làm đẹp lòng, an ủi ông, rồi sai Nhiệm Quang đưa quân đi cứu Tín Đô. Quân đội của Nhiệm Quang giữa đường tan rã, đầu hàng Vương Lang, nên ông ta vô công mà về.
Sau đó Canh Thủy đế sai tướng công phá Tín Đô, gia thuộc của Trung mới được an toàn. Lưu Tú nhân đó sai ông về quận, nhận việc Thái thú, bắt lấy những người trong quận đi theo Vương Lang, giết chết vài trăm người. Đến khi Nhiệm Quang về quận, Trung quay lại làm Đô Úy.
Năm Kiến Vũ thứ 2 (26), ông được phong Trung Thủy hầu, thực ấp 3000 hộ. Trong năm ấy, ông được triệu về làm Ngũ quan Trung lang tướng, tham gia bình định Bàng Manh, Đổng Hiến.
Năm Kiến Vũ thứ 6 (30), ông dời đi làm Đan Dương thái thú. Khi ấy trong nước mới an định, khu vực ven biển của vùng Giang Hoài ở phương nam còn nhiều thế lực cát cứ. Trung đến quận, kêu gọi đầu hàng, những ai không phục đều giết đi, trong vòng tuần trăng đều bình định được.
Trung thấy tục lệ của người Việt ở Đan Dương không hiếu học, lễ nghi cưới gả đều không bằng Trung Quốc (chỉ vùng Hà Nam), bèn xây dựng trường học, 2 kỳ xuân thu tổ chức Hương ẩm, mở các khoa thi Minh kinh để tuyển dụng nhân tài. Người trong quận rất ngưỡng mộ ông. Số ruộng đất được khai khẩn tăng lên, trong thời gian 3 năm có hơn 5 vạn lưu dân đến định cư.
Năm Kiến Vũ thứ 14 (38), tam công tấu lên, thành tích của ông là thiên hạ đệ nhất, Trung được dời đi làm Dự Chương thái thú. Ông nhân bệnh nên rời chức vụ, được triệu về kinh sư.
Năm Kiến Vũ thứ 19 (43), Trung mất. Con là Uy kế tự. Uy mất, con là Thuần kế tự.
Năm Vĩnh Bình thứ 9 (66), mẹ của Thuần bị buộc tội giết chú của Thuần, hầu quốc bị trừ bỏ. Năm Vĩnh Sơ thứ 7 (113), Đặng thái hậu phong Thuần làm Cầm Đình hầu. Thuần mất, con là Quảng kế tự.